# Protréptico
Protréptico (em grego:  Προτρεπτικός) é uma obra de Aristóteles que sobrevive apenas em fragmentos, na qual ele faz uma introdução à filosofia. A palavra vem do grego e significa exortação, mas também pode ser entendida como convite. 

## Conteúdo
Como muitas das obras perdidas de Aristóteles, o Protréptico foi provavelmente escrito como um diálogo socrático, em um formato semelhante às obras de Platão. 
O objetivo principal da obra era convencer seus leitores de que eles deveriam fazer filosofia.
De acordo com Alexandre de Afrodísias, o argumento apresentado era que se alguém negasse que se deve fazer filosofia, então, porque alguém deve ou não fazer filosofia é em si uma preocupação filosófica, e isso prova que se deve fazer filosofia para investigar a resposta. Alexandre afirma que a obra investiga ainda mais a natureza da contemplação filosófica e argumenta que este também é o exercício adequado dos seres humanos.

## Reconstruções
Diversos fragmentos da obra foram preservados. Desde o século XIX, quando a pesquisa foi iniciada por Jakob Bernays (1863), vários académicos tentaram reconstituir a obra. As reconstituições tentadas incluem:
- Um livro de 1961 por Ingemar Düring[5]
- Um livro de 1964 por Anton-Hermann Chroust[6]